# Skylight

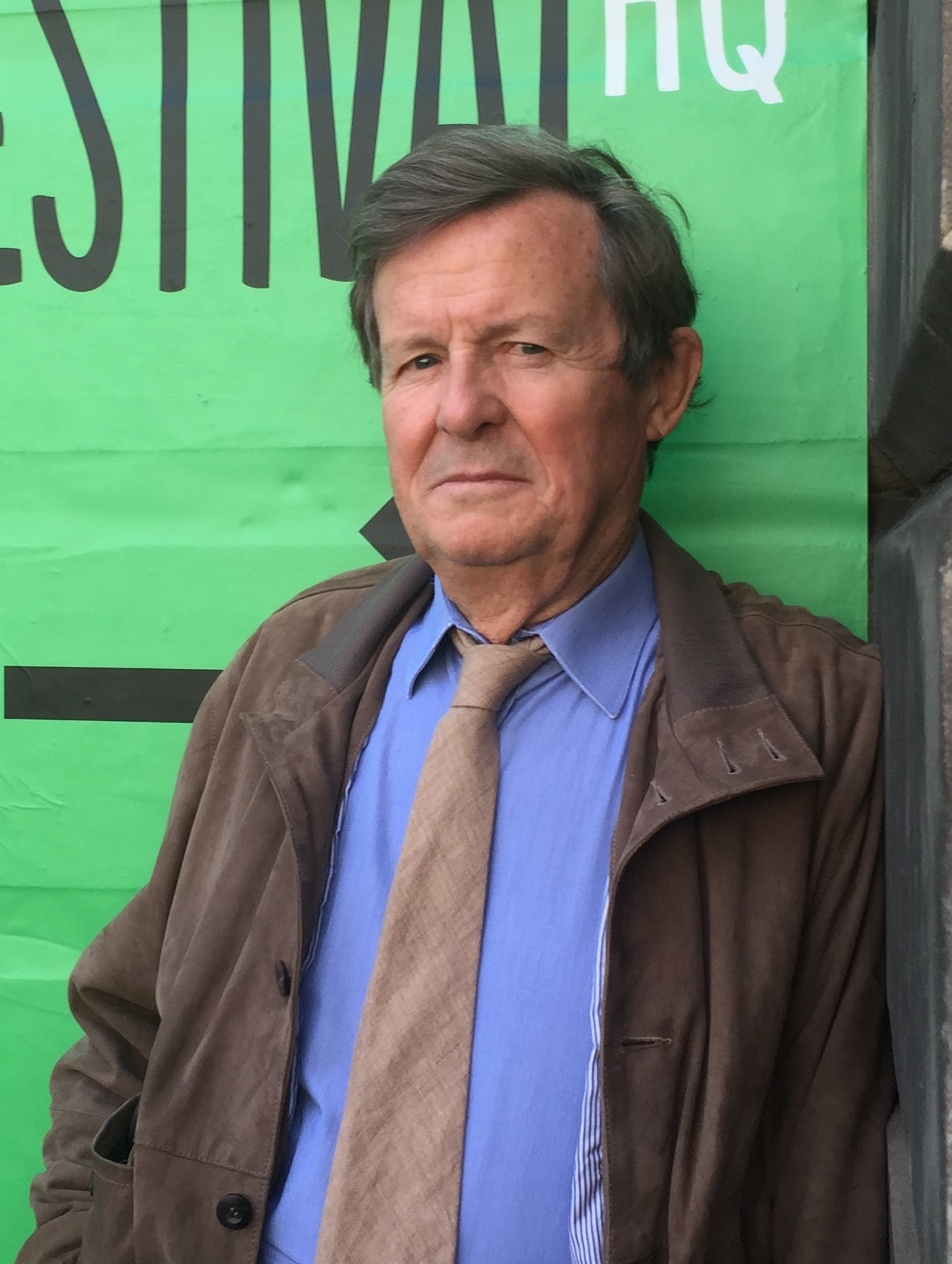
El dramaturgo David Hare.

Skylight es una obra de teatro del británico Sir David Hare. Se estrenó en 1995 en el Royal National Theatre y un año después (1996) en el Wyndham's Theatre. Ese mismo año se estrenó también en Broadway. Todas los producciones fueron dirigidas por Richard Eyre. Es una de las mejores obras de Hare, un autor de izquierdas cuyas obras, sin embargo, se estrenan sin problemas en el West End londinense, como The Breath Of Life (2002), con Maggie Smith y Judi Dench. 
La historia, el reencuentro entre un empresario muy rico y una inteligente maestra de escuela de barrio pobre. A pesar de que los personajes se quieren con fervor, no muestran en ningún momento su pasión, que queda desangelada en un frío y superficial abrazo.

## Elenco original
El elenco de la producción original en el Royal National Theatre (1995) y en el Wyndham's Theatre (1996): 
- Kyra Hollis: Lia Williams.
- Tom Sargeant: Michael Gambon.
- Edward Sargeant: Daniel Betts.

El elenco de la producción original en Broadway (1996-97): 
- Kyra Hollis: Lia Williams.
- Tom Sargeant: Michael Gambon.
- Edward Sargeant: Christian Camargo.

Elenco del reestreno en el Wyndham's Theatre (2014):
- Kyra Hollis: Carey Mulligan.
- Tom Sargeant: Bill Nighy.
- Edward Sargeant: Matthew Beard.

## Premios y nominaciones
- 1996
  - Premio Laurence Olivier a la Mejor obra.
  - Nominado al Premio Laurence Olivier al Mejor actor (Michael Gambon).
- 1997
  - Theatre World Special Award al Mejor reparto (Michael Gambon, Lia Williams y Christian Camargo).
  - Nominado al Premio Tony a la Mejor obra de teatro.
  - Nominado al Premio Tony al Mejor actor principal en una obra de teatro (Michael Gambon).
  - Nominado al Premio Tony a la Mejor actriz principal en una obra de teatro (Lia Williams).
  - Nominado al Premio Tony al Mejor director (Richard Eyre).
  - Nominado al Drama Desk Award al Mejor actor principal (Michael Gambon).
  - Nominado al Drama Desk Award a la Mejor actriz principal (Lia Williams).

- 2015
  - Nominada al Premio Tony a la Mejor actriz principal en una obra de teatro (Carey Mulligan).
  - Nominado al Premio Tony al Mejor actor principal en una obra de teatro (Bill Nighy).

## Adaptaciones en español
En Barcelona la obra se estrenó en 2003 como Celobert, dirigida por Ferran Madico en una impecable versión catalana de Joan Sellent, y con Josep Maria Pou y Marta Calvó en los papeles protagonistas. La obra se repuso de nuevo en 2012, con Josep Maria Pou (de nuevo) y Roser Camí como protagonistas y dirigidos por el propio Pou, y en 2013 se estrenó en Madrid como A cielo abierto, de nuevo con Pou y Nathalie Poza.
En julio del 2016 la obra Cielo Abierto se estrenó en el Teatro Ricardo Blume de Lima, Perú, bajo la dirección de Mateo Chiarella y producción de Carlos Arana. En esta puesta actuaron Alberto Ísola, Wendy Vásquez y Roberto Prieto.